# Dopolavoro Sportivo Aquila-Montevarchi 1940-1941
Questa voce raccoglie le informazioni riguardanti il Dopolavoro Sportivo Aquila-Montevarchi nelle competizioni ufficiali della stagione 1940-1941.

## Rosa
| N. |                   | Ruolo | Calciatore        |
| -- | ----------------- | ----- | ----------------- |
|    | Italia (bandiera) | P     | Enzo Babacci      |
|    | Italia (bandiera) | D     | Gino Bellinato    |
|    | Italia (bandiera) | C     | Rossano Boni      |
|    | Italia (bandiera) | C     | Gino Lenzi        |
|    | Italia (bandiera) | A     | Trento Loretti    |
|    | Italia (bandiera) | A     | Willy Lucaccini   |
|    | Italia (bandiera) | A     | Alfredo Manetti   |
|    | Italia (bandiera) | D     | Giuseppe Niccolai |

| N. |                   | Ruolo | Calciatore       |
| -- | ----------------- | ----- | ---------------- |
|    | Italia (bandiera) | D     | Nicola Paparella |
|    | Italia (bandiera) | C     | Camillo Ratto    |
|    | Italia (bandiera) | P     | Rodolfo Ricci    |
|    | Italia (bandiera) | A     | Pasquale Roselli |
|    | Italia (bandiera) | D     | Ermanno Strambi  |
|    | Italia (bandiera) | C     | Vinicio Targioni |
|    | Italia (bandiera) | D     | Orlando Tosi     |
|    | Italia (bandiera) | C     | Vasco Vanzi      |